# Torneo Nacional de Clubes Femenino 2018
El Torneo Nacional de Clubes Femenino 2018 fue la octava edición del torneo más importante de rugby que agrupa a los clubes de Argentina.
El torneo se disputó en General Roca y fue la primera vez que se realizó en la Patagonia. El equipo de la Universidad de Córdoba derrotó al vigente campeón, La Plata, por 31 a 10 y se coronó campeón del certamen.

## Formato
El torneo se dividió en cuatro grupos de cuatro equipos, donde el primero de cada grupo avanzó a las semifinales.

## Equipos participantes
| Club                            | Ciudad                |
| ------------------------------- | --------------------- |
| Jockey Club de San Juan         | Rivadavia             |
| La Plata                        | La Plata              |
| Universidad de Córdoba          | Córdoba               |
| Comercial                       | Mar del Plata         |
| Roca                            | General Roca          |
| SITAS                           | El Palomar            |
| Villa Gesell                    | Villa Gesell          |
| Old Resian                      | Rosario               |
| Nevado                          | Chilecito             |
| Encarnación                     | Encarnación           |
| Cha Roga                        | Santa Fe              |
| Neuquén                         | Neuquén               |
| CAPRI                           | Posadas               |
| Universitario de Villa Mercedes | Villa Mercedes        |
| Cardenales                      | San Miguel de Tucumán |
| Alberdi                         | Alberdi               |

## Fase de grupos

### Zona 1
| Posición | Equipos            | Partidos |
| -------- | ------------------ | -------- |
| 1°       | La Plata           | 3        |
| 2°       | CAPRI              | 3        |
| 3°       | Jockey de San Juan | 3        |
| 4°       | Comercial          | 3        |

### Zona 2
| Posición | Equipos                | Partidos |
| -------- | ---------------------- | -------- |
| 1°       | Universidad de Córdoba | 3        |
| 2°       | Cha Roga               | 3        |
| 3°       | Roca                   | 3        |
| 4°       | SITAS                  | 3        |

### Zona 3
| Posición | Equipos      | Partidos |
| -------- | ------------ | -------- |
| 1°       | Cardenales   | 3        |
| 2°       | Villa Gesell | 3        |
| 3°       | Old Resian   | 3        |
| 4°       | Nevado       | 3        |

### Zona 4
| Posición | Equipos                         | Partidos |
| -------- | ------------------------------- | -------- |
| 1°       | Encarnación                     | 3        |
| 2°       | Alberdi                         | 3        |
| 3°       | Universitario de Villa Mercedes | 3        |
| 4°       | Neuquén                         | 3        |

## Fase final
|  | Semifinales | Semifinales              | Semifinales |          |                        | Final                  | Final | Final |  |
|  |             |                          |             |          |                        |                        |       |       |  |
|  |             |                          |             |          |                        |                        |       |       |  |
|  | 1           | Universitario de Córdoba | 19          |          |                        |                        |       |       |  |
|  | 1           | Universitario de Córdoba | 19          |          |                        |                        |       |       |  |
|  | 4           | Cardenales               | 17          |          |                        |                        |       |       |  |
|  | 4           | Cardenales               | 17          |          | Universidad de Córdoba | Universidad de Córdoba | 31    |       |  |
|  |             |                          |             |          | Universidad de Córdoba | Universidad de Córdoba | 31    |       |  |
|  |             |                          | La Plata    | La Plata | 10                     |                        |       |       |  |
|  | 3           | Encarnación              | La Plata    | La Plata | 10                     | 0                      |       |       |  |
|  | 3           | Encarnación              |             |          |                        | 0                      |       |       |  |
|  | 2           | La Plata                 | 26          |          |                        |                        |       |       |  |
|  | 2           | La Plata                 | 26          |          |                        |                        |       |       |  |
|  |             |                          |             |          |                        |                        |       |       |  |

| Campeón Universidad de Córdoba |